# Henriette Cappelaere
Henriette Cappelaere, née le 25 mai 1812 à Paris où elle est morte le 15 janvier 1906, est une peintre française.

## Biographie
Henriette Élise Cappelaere est la fille de François Ignace Cappelaere et de Charlotte Flore Wright (1779-1831).
Élève de Léon Cogniet, elle expose au Salon de 1846 à 1877.
En 1851, elle épouse le lithographe Jean-Jules Jacott.
Elle meurt à son domicile de la rue de Passy, à l'âge de 93 ans.

## Œuvres exposées aux Salons parisiens
(sauf mention)
- Portraits des enfants de M. B., au Salon de 1846
- La famille du pécheur, au Salon de 1847 (Boulogne-sur-Mer)
- Portrait de M. E. D., au Salon de 1848
- Pifferari devant une madone, au Salon de 1848
- Portrait de M. B., au Salon de 1848
- Pâtre, au Salon de 1849
- Pêcheuse, au Salon de 1849
- Portrait de M. Joachim de la Véga, au Salon de 1850
- Portrait de Mme H., au Salon de 1850
- Étude de chien, au Salon de 1850
- Tête de chien, mâtin bordelais, au Salon de 1859
- Pataud, étude de chien, au Salon de 1864
- Un pifferaro, au Salon de 1864
- La vanne d’un moulin, à Veules, au Salon de 1876, aquarelle
- Un chemin creux, à Veules (Seine-Inférieure), au Salon de 1876, aquarelle
- Un intérieur breton, au Salon de 1877, lavis